# 林伊麗
林伊麗（英文：Michelle Liem，1988年12月20日—），曾為香港無綫電視經理人合約藝員及無綫娛樂新聞台主播和外景記者，曾參與2013年度香港小姐競選。

## 演出作品

### 電視劇
- 2016年：愛·回家之八時入席
- 2016年：殭
- 2017年：溏心風暴3
- 2018年：逆緣

### 節目主持
- 2015-2021年：娛樂新聞報道（TVB娛樂新聞台）
- 2015年：民峰而至
- 2015-2016年：3日2夜
- 2017年：真係咁都得
- 2017年：季節限定秋冬
- 2018年：大灣區 活好D

### 綜藝節目
- 2015年：姊妹淘（第五輯第99集嘉賓）
- 2018年：TVB 50+1再出發節目巡禮2019

## 曾獲獎項與提名
| 年份   | 獎項                                               | 結果 |
| 2013年 | 2013年度香港小姐競選 「陸上擂台」－踏單車比賽 季軍 | 獲獎 |

## 感情生活
2017年3月12日，林伊麗與拍拖一年半、從事金融的男友Henry Chow在峇里結婚。2018年10月，在社交網站上宣布懷孕三個月。2019年4月26日，在美國誕下兒子Owen。

## 外部連結
- 林伊麗的Facebook專頁
- 林伊麗的Instagram帳戶
- 林伊麗的新浪微博
- 2013香港小姐競選- 林伊麗Michelle Liem - 佳麗檔案